# Edinburgh Hill
Der Edinburgh Hill (spanisch Punta Alta ‚Hohe Landspitze‘) ist ein 120 m hoher und markanter Hügel vulkanischen Ursprungs im Osten der Livingston-Insel im Archipel der Südlichen Shetlandinseln. Er bildet die Nordseite  der Einfahrt zur Moon Bay.
Der schottische Geologe David Ferguson fotografierte den Hügel während seines von 1913 bis 1914 dauernden Aufenthalts in der Antarktis und benannte ihn nach der schottischen Hauptstadt Edinburgh. Zwar benannten ihn Wissenschaftler der britischen Discovery Investigations im Jahr 1935 in High Point um, doch diese Benennung setzte sich nicht durch.